# Eristalinus seychellarum
Eristalinus seychellarum är en tvåvingeart som först beskrevs av Mario Bezzi 1915.  Eristalinus seychellarum ingår i släktet slamflugor, och familjen blomflugor.
Artens utbredningsområde är Seychellerna. Inga underarter finns listade i Catalogue of Life.